# Skener
Skener je ulazni uređaj za digitalizaciju, tj. za neposredan unos slika, crteža ili teksta, najčešće s papira u računalo.

## Način rada
Princip rada skenera zasniva se na pretvorbi svjetlosti, koja se odbije od predmeta skeniranja (npr. papira) u električne impulse. Slika koja se želi unijeti u računalo osvjetljava se ugrađenim izvorom svjetlosti. Zrake svjetlosti koje se odbiju o predmet usmjeravaju se sustavom leća i ogledala prema senzorima svjetlosti za pretvorbu u električnu struju. Slika se pri tom postupku dijeli u točke i što je više tih točaka, to će slika biti veće kvalitete. Broj očitanih točaka naziva se razlučivost ili rezolucija. Postupak učitavanja podataka skenerom u računalo zove se skeniranje.

## Vrste
Postoje tri glavne vrste skenera: ručni, stolni s nepomičnim i stolni s pomičnim papirom. Premda se u većini slučajeva prenose podaci s papira, pomoću skenera je moguće prenijeti u računalo i sliku tvrdog predmeta, što je moguće pomoću 3D skenera. Najraširenija vrsta su stolni skeneri s nepomičnim papirom koji sliče fotokopirnom stroju.